# Hyptia neglecta
Hyptia neglecta är en stekelart som beskrevs av Theodore Henry Frison 1922. Hyptia neglecta ingår i släktet Hyptia och familjen hungersteklar. Inga underarter finns listade i Catalogue of Life.